# Roberto César Zardin Rodrigues
Roberto César Zardin Rodrigues (bekend als Roberto) (Sapiranga, 19 december 1985) is een Braziliaans voormalig voetballer die als aanvaller speelde.

## Carrière
Roberto begon zijn carrière in 2003 bij Figueirense FC en speelde tussen 2004 en 2022 voor AD Cabofriense, Avaí FC, FC Tokyo en Coritiba Foot Ball Club.